# Макракоми (дем)
Макракоми (на гръцки: Δήμος Μακρακώμης) е дем в Гърция. Площта на дем е 836,6 кв. км. Населението му през 2011 г. е 16 036 жители. Градът носи името на древния град Айан Макра Коме.